# Capitaine (cricket)
Pour les articles homonymes, voir Capitaine.

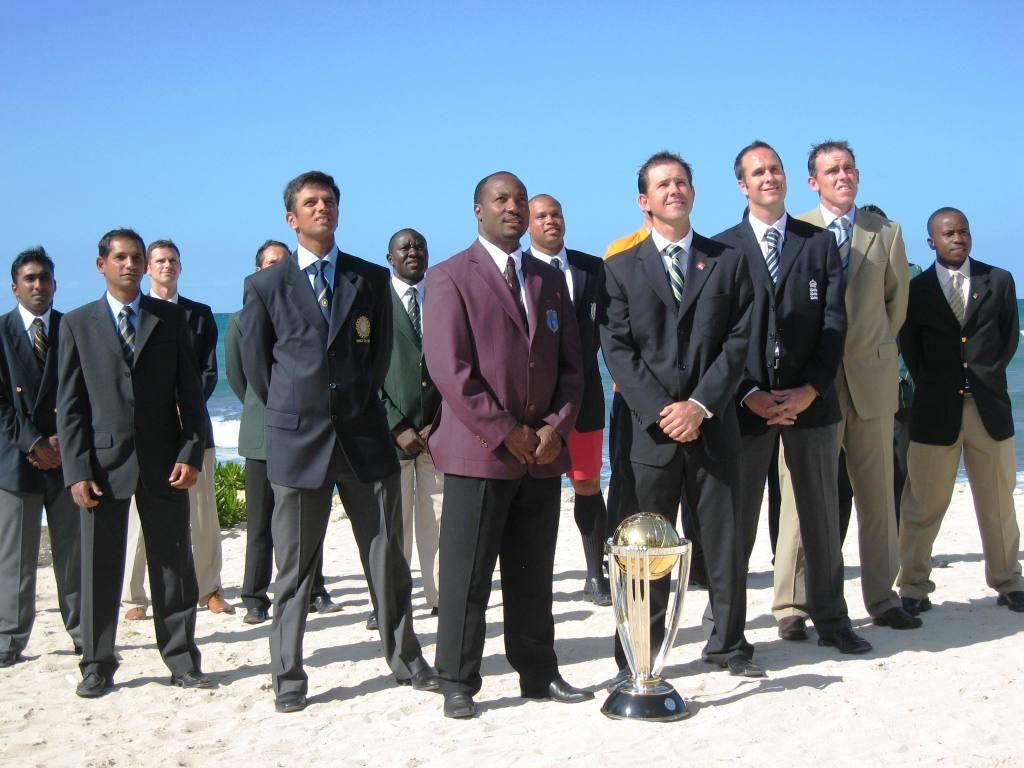
Les capitaines des équipes participant à la Coupe du monde 2007 posent avec le trophée.

Au cricket, le capitaine d'une équipe est un joueur ayant des responsabilités supplémentaires par rapport à ses coéquipiers.

## Responsabilités

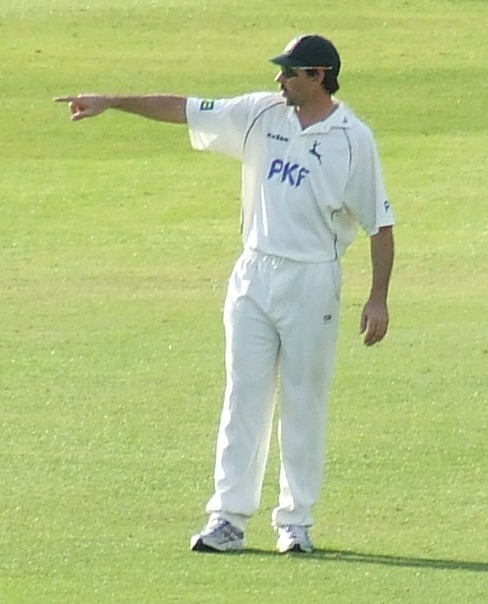
Capitaine agissant sur le terrain

### Avant un match
Avant un match de cricket, dans une période de temps comprise entre 15 et 30 minutes avant le début de la partie, les capitaines des deux équipes en présence effectuent un toss. Le capitaine qui gagne ce toss doit notifier à son adversaire, au moins dix minutes avant le début de la partie, quelle est sa décision concernant l'équipe qui passe à la batte en premier, décision qui est l'enjeu du toss.

### Pendant un match
Le capitaine peut modifier l'ordre de passage de ses batteurs à tout moment de la partie. Quand son équipe est au lancer, c'est lui qui décide de la position des fielders sur le terrain. Il décide également lequel de ses bowlers lance la balle et à quel moment.
Dans un match où chaque équipe a deux innings pour marquer des runs, le capitaine de l'équipe à la batte en premier au cours du premier innings peut forcer l'équipe adverse à battre en premier au cours du second si son équipe a atteint une certaine avance fixée par les règles du cricket. Cette possibilité s'appelle l'enchaînement.
Il peut également décider, pour des raisons stratégiques, de mettre fin à un des innings de son équipe à tout moment de celui-ci. L'innings est alors dit declared. L'objectif de cette stratégie de se laisser suffisamment de temps pour éliminer l'équipe adverse, si le match joué est limité en temps.

## Records internationaux
|                                                                               | Test cricket                    | Test cricket       | One-day International            | One-day International | Twenty20 international             | Twenty20 international |
| ----------------------------------------------------------------------------- | ------------------------------- | ------------------ | -------------------------------- | --------------------- | ---------------------------------- | ---------------------- |
| Matchs en tant que capitaine                                                  | Allan Border, 93                | Australie          | Stephen Fleming, 218             | Nouvelle-Zélande      | Graeme Smith, 12                   | Afrique du Sud         |
| Matchs consécutifs                                                            | Allan Border, 93                | Australie          | Hansie Cronje, 130               | Afrique du Sud        |                                    |                        |
| Victoires en tant que capitaine                                               | Clive Lloyd, 36                 | Indes occidentales | Ricky Ponting, 126               | Australie             |                                    |                        |
| Pourcentage de victoires *                                                    | Ricky Ponting, 75,61 %          | Australie          | Clive Lloyd, 76,19 %             | Indes occidentales    |                                    |                        |
| Plus jeune capitaine                                                          | Tatenda Taibu, 20 ans 358 jours | Zimbabwe           | Rajin Saleh, 20 ans 297 jours    | Bangladesh            | Shahriar Nafeesh, 20 ans 307 jours | Bangladesh             |
| Capitaine le plus âgé                                                         | W. G. Grace, 50 ans 320 jours   | Angleterre         | Norman Gifford, 44 ans 361 jours | Angleterre            | Inzamam-ul-Haq, 36 ans 178 jours   | Pakistan               |
| * Qualification pour les pourcentages : 20 matchs joués en tant que capitaine |                                 |                    |                                  |                       |                                    |                        |